# مانامي ناكانو
مانامي ناكانو (中野 真奈美) (مواليد 30 أغسطس 1986)، هي لاعبة كرة قدم كانت تلعب كلاعب وسط. ولعبت مع منتخب اليابان لكرة القدم للسيدات.

## وصلات خارجية
- مانامي ناكانو على موقع قاعدة بيانات كرة القدم.إي يو (الإنجليزية)
- مانامي ناكانو على موقع Soccerway.com (الإنجليزية)